# Cerkiew św. św. Kosmy i Damiana w Krempnej

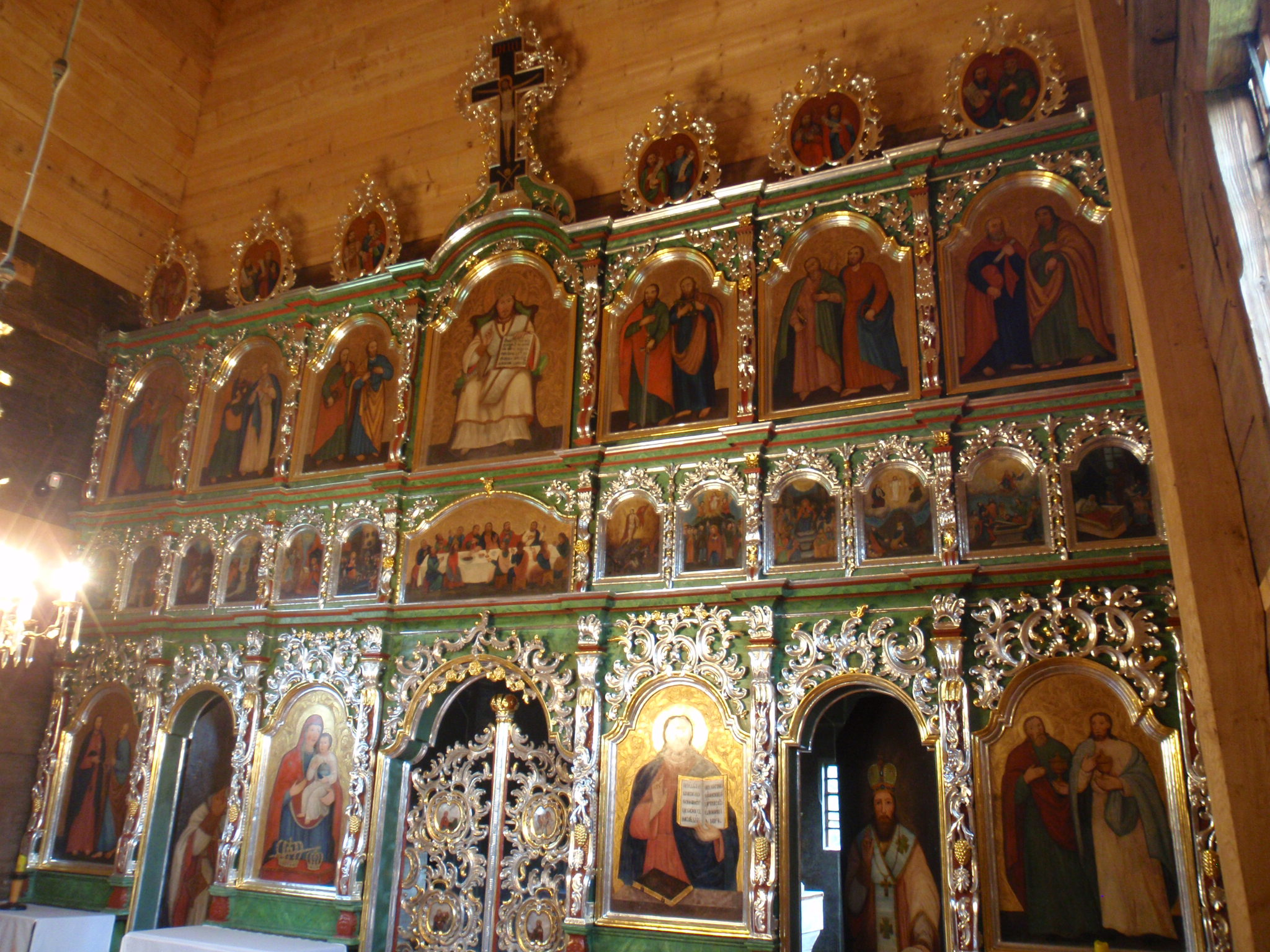
Ikonostas

Cerkiew św. św. Kosmy i Damiana w Krempnej – dawna łemkowska parafialna cerkiew greckokatolicka, znajdująca się w Krempnej, zbudowana w latach 1778–1782.
Po 1947 przejęta przez kościół rzymskokatolicki. Obecnie użytkowana jako kościół filialny parafii św. Maksymiliana Kolbe w Krempnej.
Obiekt wpisany na listę zabytków w 1985, włączony do podkarpackiego Szlaku Architektury Drewnianej. Zaliczany do typowych budowli sakralnych wznoszonych na zachodniej Łemkowszczyźnie.

## Historia
Cerkiew powstała w latach 1778–1782 na miejscu wcześniejszej, która stała 275 lat i z wykorzystaniem materiałów ze starszej świątyni. Cechy konstrukcyjne budynku sugerują jej powstanie na wiek XVII albo na przełom XVI i XVII wieku. Została gruntownie odnowiona w 1830 i 1893. Mimo spalenia prawie całej wsi w czasie I wojny światowej przetrwała. W 1924 zakupiono trzy dzwony w Samborze, a dachy pokryto blachą. Kolejny remont przeszła w 1930. Po wysiedleniu ludności łemkowskiej w 1947 przejęta przez Skarb Państwa. W latach 1956–1962 użytkowana wspólnie przez grekokatolików i rzymskich katolików, a w latach 1962-71 zamknięta. Po remoncie w 1972 przywrócona do kultu. W latach 1971–2004 pełniła funkcję kościoła parafialnego rzymskokatolickiej parafii św. Maksymiliana Kolbe w Krempnej. Po wybudowaniu nowego kościoła w 2004, utraciła funkcję kościoła parafialnego. Gruntowny remont cerkwi oraz konserwację jej wyposażenia przeprowadzono w latach 2007-2013. W dniu 24 lipca 2007 podczas prowadzonych prac runęła do wnętrza świątyni kopuła i dach nawy głównej.

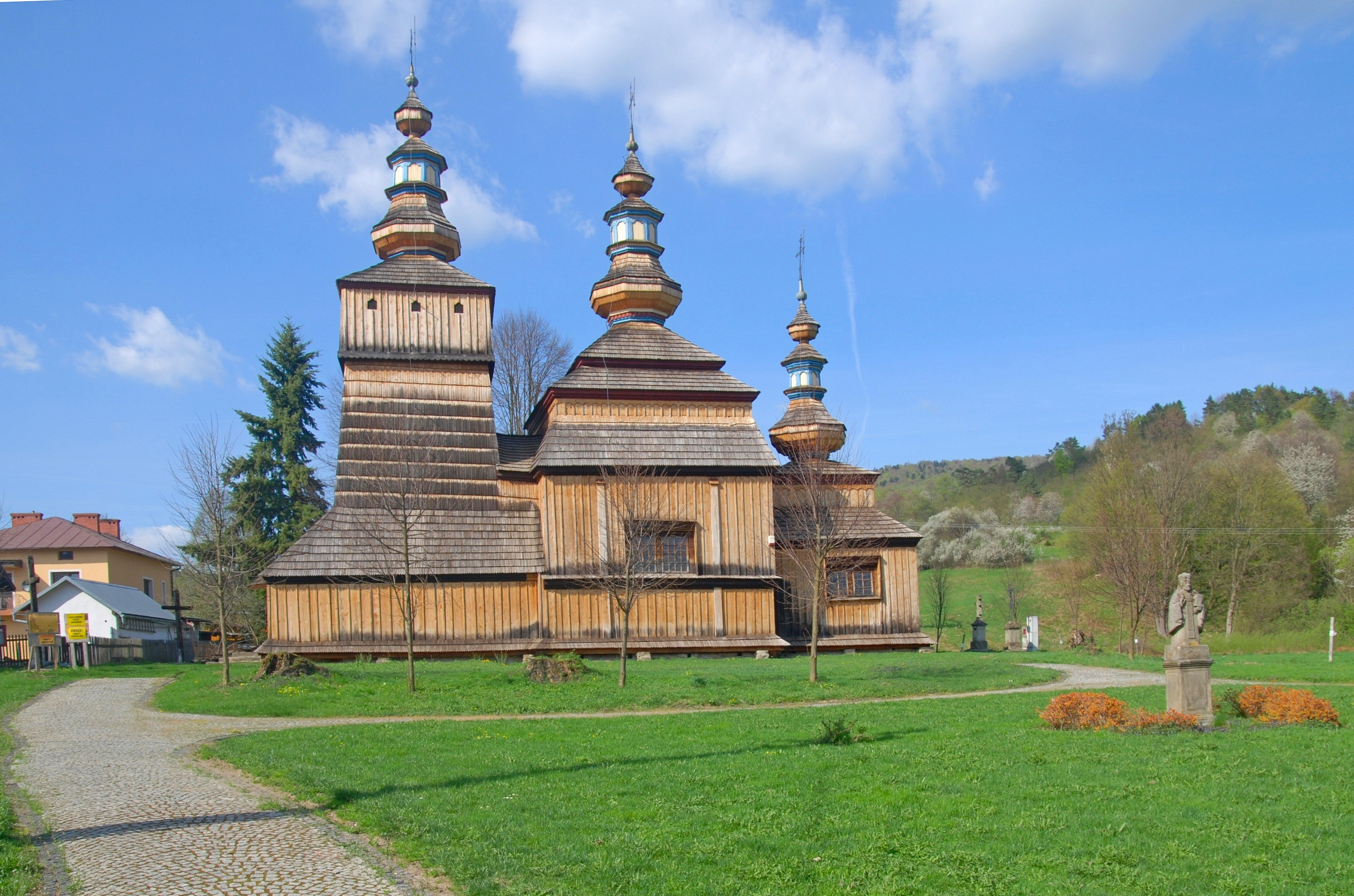
Elewacja południowa
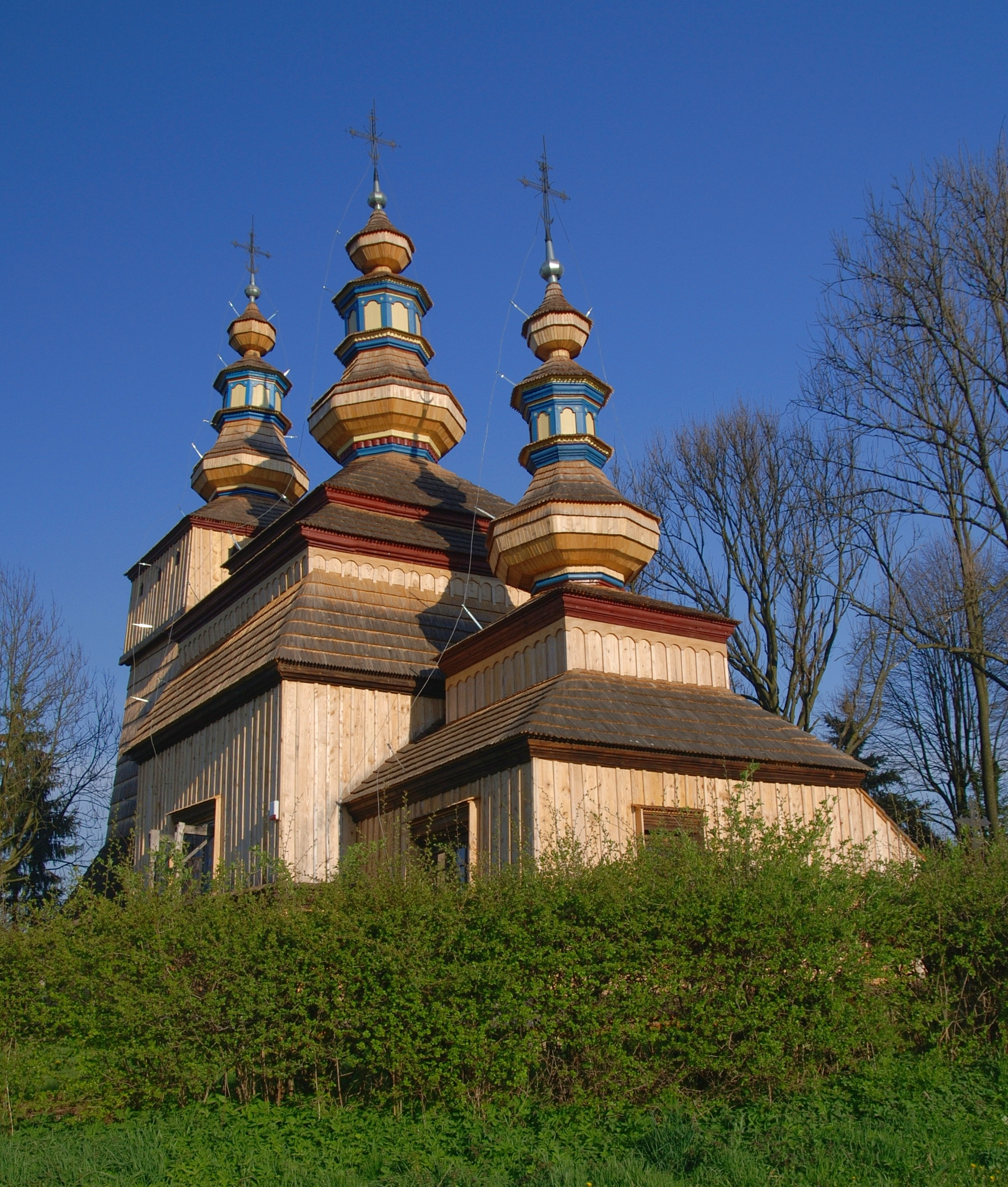
Widok od strony wschodniej
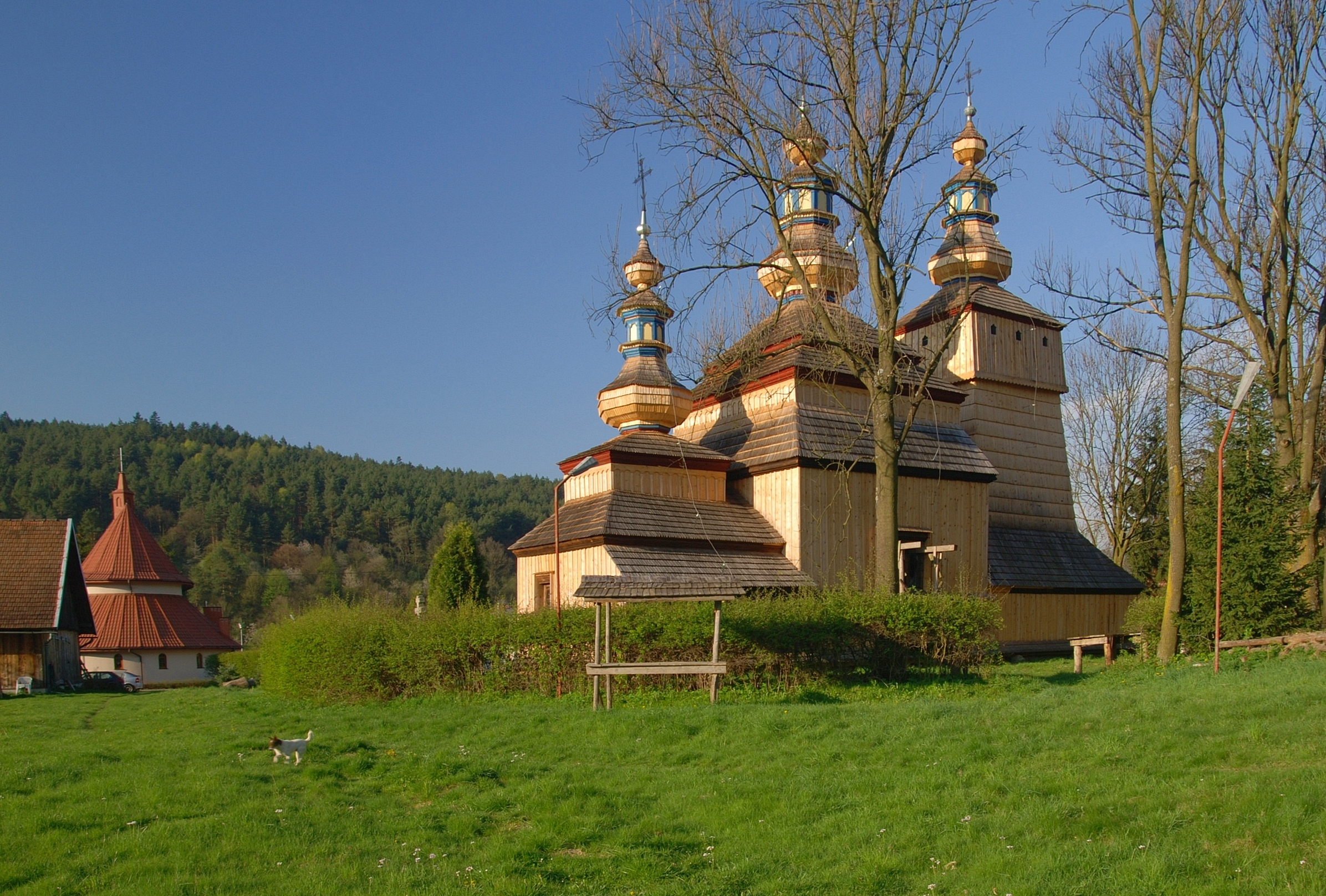
Elewacja północna

## Architektura i wyposażenie
Jest to budowla drewniana, konstrukcji zrębowej, orientowana, trójdzielna (babiniec, nawa, prezbiterium). Każde z pomieszczeń na planie zbliżonym do kwadratu z szerszą nawą i zakrystią od północy. Nad babińcem izbicowa wieża konstrukcji słupowej o pochyłych ścianach, otoczona zachatą. Nad nawą i prezbiterium dwukrotnie łamane dachy konstrukcji namiotowej zwieńczone baniastymi hełmami i krzyżami.
Wewnątrz nad nawą i prezbiterium kopuły namiotowe, w babińcu strop płaski. Ściany sanktuarium pokrywa polichromia o motywach architektonicznych. Między nawą a prezbiterium kompletny ikonostas malowany lub dokończony w 1835 przez Krasuckiego z Przemyśla. Chór śpiewaczy w formie galerii obiega babiniec i zachodnią część nawy. Nad chórem fragmenty (rząd Deesis) ze starszego XVII wiecznego ikonostasu. W sanktuarium rokokowy ołtarz główny z obrazem przedstawiającym św. Mikołaja i drewniane tabernakulum z ikonami na ściankach. W przedsionku feretron z rzeźbioną figurą ubranej w szaty, z prawdziwymi włosami Matki Boskiej.

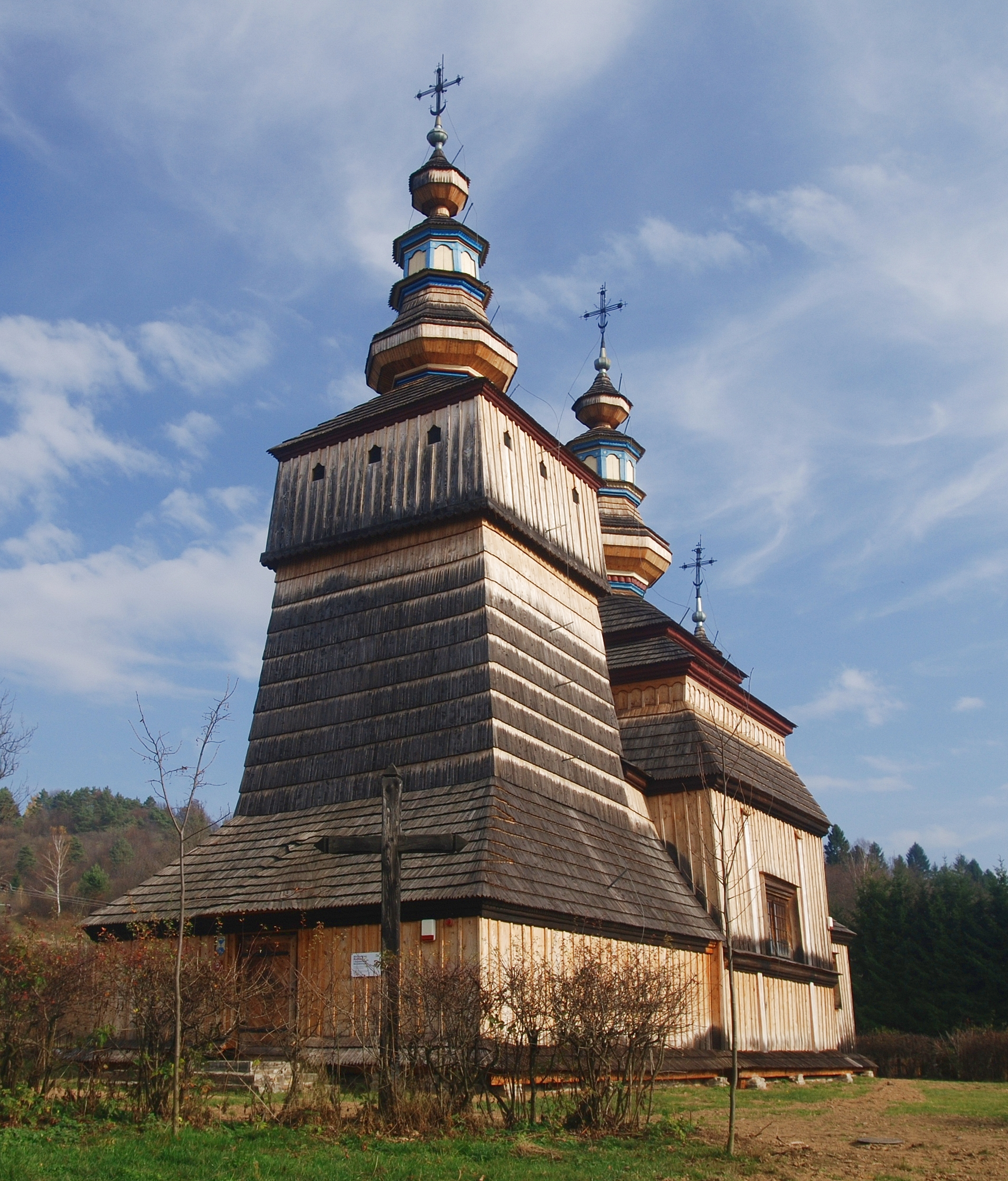
Widok od strony zachodniej
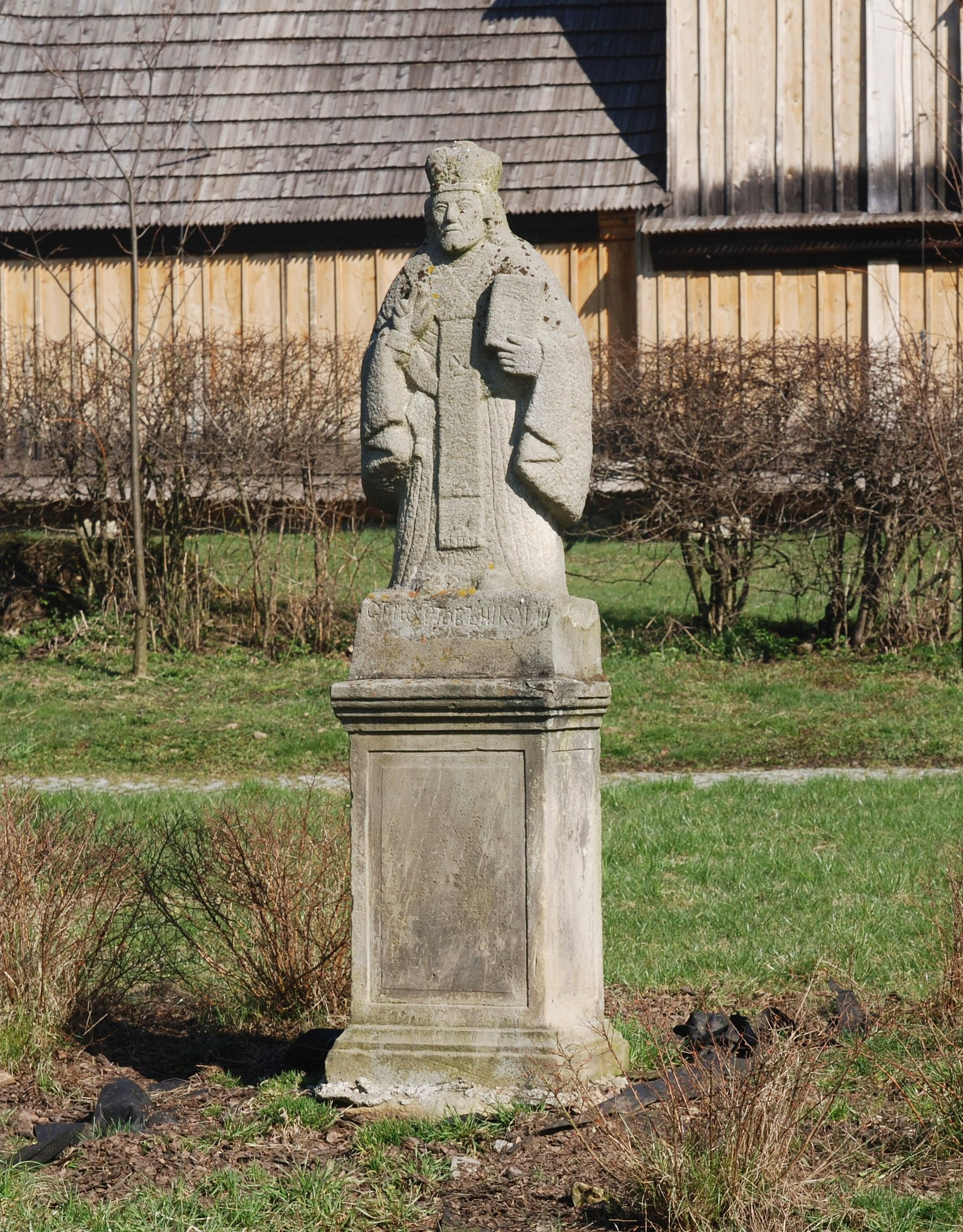
Otoczenie-figura św. Mikołaja
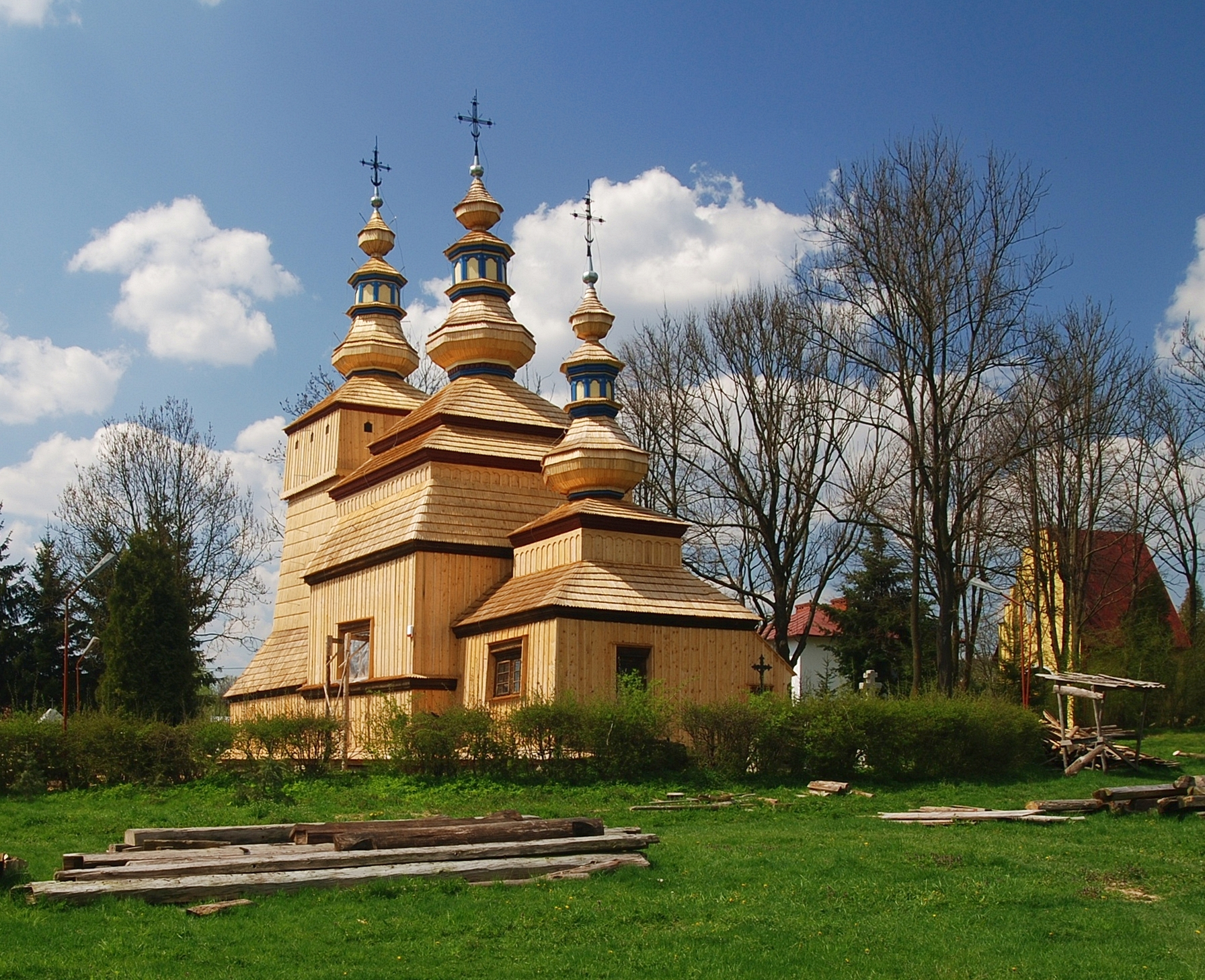
2008 rok-remont

## Otoczenie
Przed świątynią stoi kamienna figura św. Mikołaja z XIX wieku z ośrodka kamieniarskiego w Bartnem.

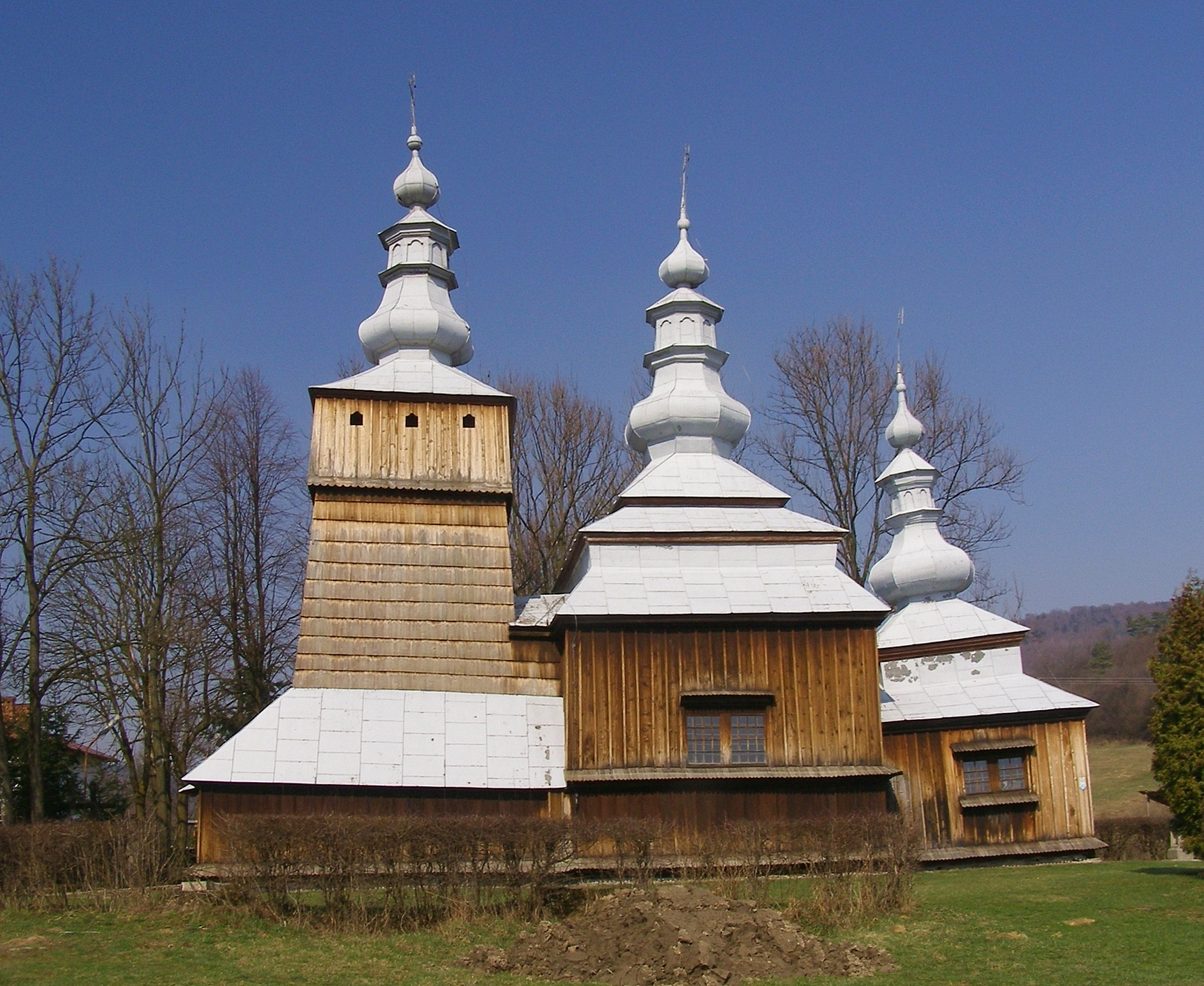
Przed remontem, 2007
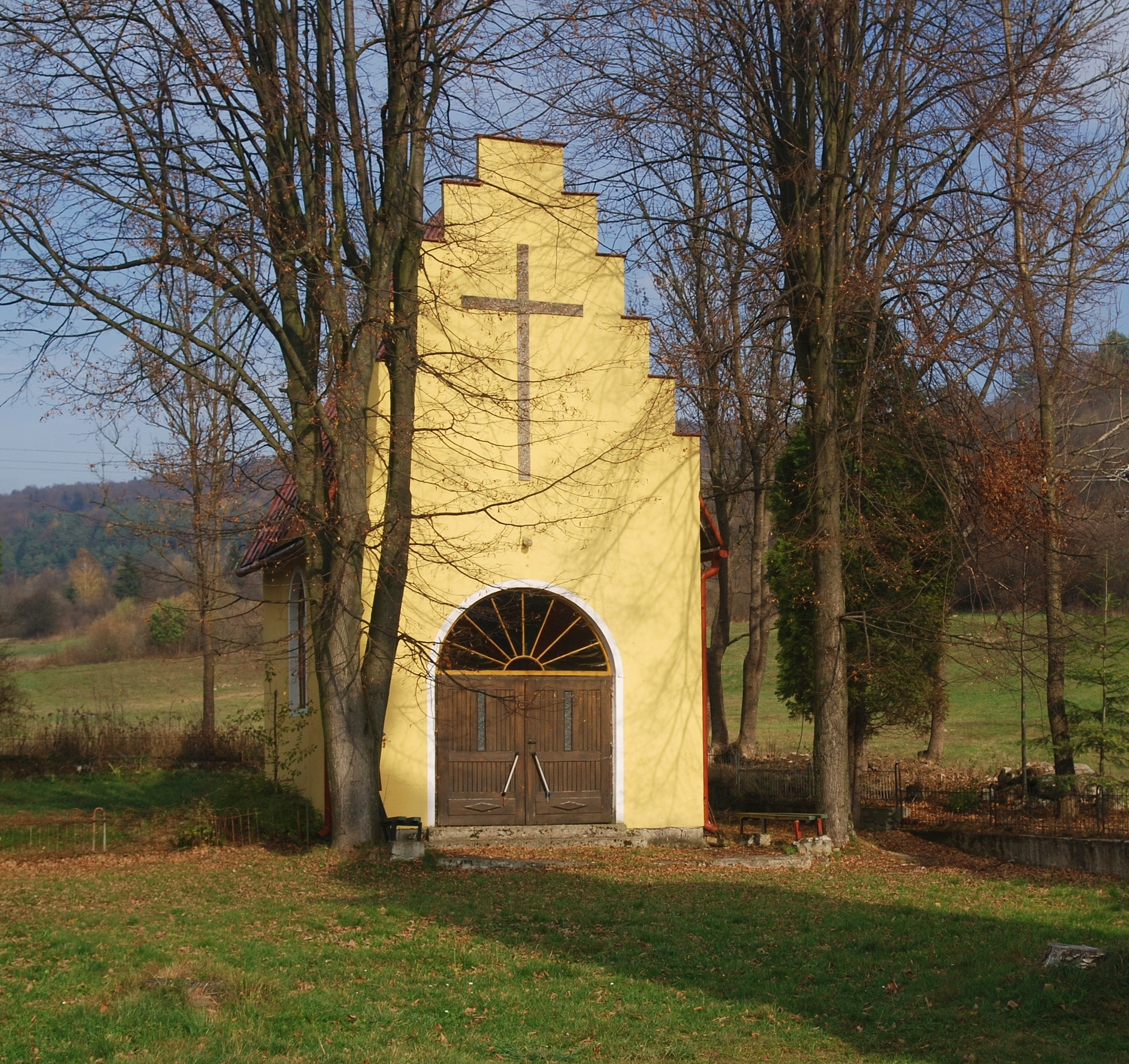
Otoczenie
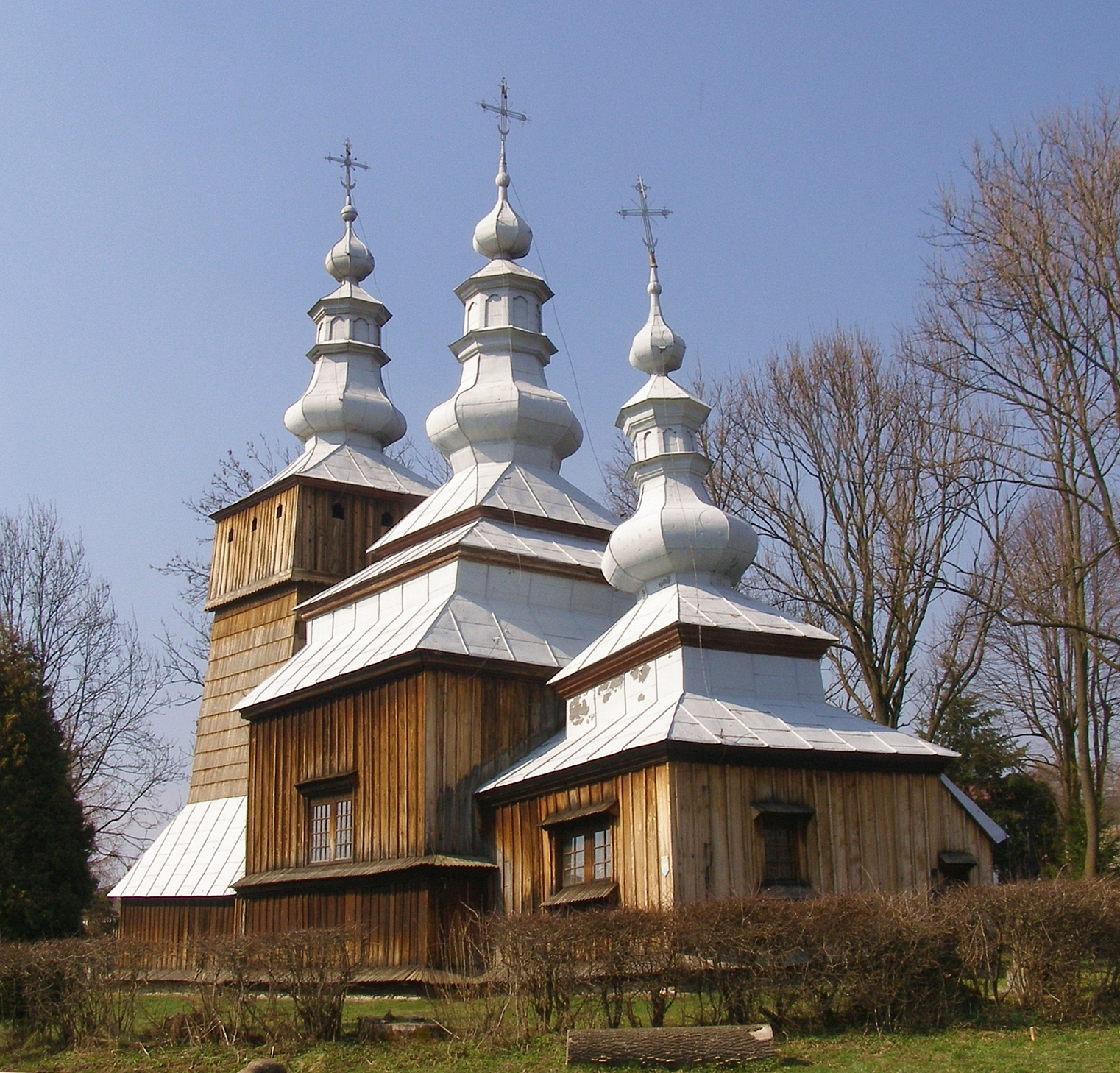
Przed remontem, 2007